# یواس‌سی‌جی‌سی گرینبرایر (دبلیوال‌آر-۷۵۵۰۱)
یواس‌سی‌جی‌سی گرینبرایر (دبلیوال‌آر-۷۵۵۰۱) (به انگلیسی: USCGC Greenbrier (WLR-75501)) یک کشتی است که طول آن ۷۵ فوت (۲۳ متر) می‌باشد. این کشتی در سال ۱۹۹۰ ساخته شد.